# Elisha M. Pease

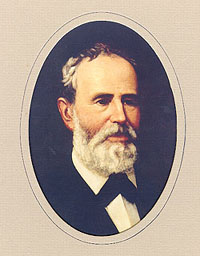
Elisha M. Pease

Elisha Marshall Pease, född 3 januari 1812 i Enfield, Connecticut, död 26 augusti 1883 i Lampasas, Texas, var en amerikansk politiker. Han var guvernör i Texas 1853–1857 och 1867–1869. Pease var en ledande unionist, motståndare till Texas utträde ur USA och efter amerikanska inbördeskriget var han med om att organisera Republikanska partiet i Texas.
Pease växte upp i Connecticut och flyttade 1835 till Texas som då var en del av Mexiko. Då Texasrevolutionen höll på att bryta ut förespråkade Pease först en fredlig lösning med Mexiko. Efter att våldsamheterna ändå inleddes, deltog Pease i slaget vid Gonzales som var det första slaget i Texasrevolutionen. År 1836 var Pease med om att skriva Republiken Texas konstitution.
Pease studerade juridik i Bastrop och inledde 1837 sin karriär som advokat i Brazoria.
USA annekterade Texas år 1845 och Pease blev invald i delstatens representanthus. Han kandiderade 1849 till delstatens senat och vann valet efter att ha överklagat valresultatet. Pease efterträdde 1853 J.W. Henderson som guvernör och efterträddes 1857 av Hardin Richard Runnels. Delstatens ekonomi var i utomordentligt bra skick då Pease 1857 lämnade guvernörsämbetet.
Pease, som var en ledande unionist i Texas, förblev USA lojal under hela inbördeskriget. Efter kriget var han en av de ledande republikanerna i Texas. Då Pease 1867 efterträdde James W. Throckmorton som guvernör var det första gången som republikanerna fick guvernörsämbetet i Texas. Som republikansk guvernör under rekonstruktionstiden visade sig Pease impopulär och han avgick 1869.
Pease avled 1883 i Lampasas och gravsattes på Oakwood Cemetery i Austin.